# Veldrijden in het seizoen 2012-2013
Het veldritseizoen 2012-2013 begon op 8 september 2012 met de Rohrbach's Ellison Park Cyclocross in het Amerikaanse Rochester en eindigde op 24 februari 2013 met de Internationale Sluitingsprijs in Oostmalle, België.

## UCI ranking

### Eindstanden
De landenrankings per categorie werden opgemaakt door optelling van de punten die behaald werden door de eerste drie geklasseerde renners van elk land. In het geval dat landen gelijk stonden in de stand, was de plaats van hun beste renner in de individuele stand beslissend.

#### Mannen
| Plaats | Renner              | Punten |
| ------ | ------------------- | ------ |
| 1      | Sven Nys            | 2.270  |
| 2      | Niels Albert        | 2.090  |
| 3      | Kevin Pauwels       | 1.762  |
| 4      | Klaas Vantornout    | 1.680  |
| 5      | Lars van der Haar   | 1.446  |
| 6      | Francis Mourey      | 1.186  |
| 7      | Radomír Šimůnek     | 1.069  |
| 8      | Bart Aernouts       | 1.065  |
| 9      | Bart Wellens        | 985    |
| 10     | Martin Bína         | 945    |
| 11     | Jeremy Powers       | 927    |
| 12     | Julien Taramarcaz   | 885    |
| 13     | Thijs van Amerongen | 626    |
| 14     | Wietse Bosmans      | 872    |
| 15     | Philipp Walsleben   | 870    |
| 16     | Simon Zahner        | 847    |
| 17     | Rob Peeters         | 801    |
| 18     | Tom Meeusen         | 731    |
| 19     | Marcel Meisen       | 721    |
| 20     | Enrico Franzoi      | 710    |

| Plaats | Land                | Punten |
| ------ | ------------------- | ------ |
| 1      | België              | 6.122  |
| 2      | Nederland           | 3.005  |
| 3      | Tsjechië            | 2.464  |
| 4      | Zwitserland         | 2.282  |
| 5      | Verenigde Staten    | 2.181  |
| 6      | Frankrijk           | 1.887  |
| 7      | Duitsland           | 1.813  |
| 8      | Italië              | 1.284  |
| 9.     | Spanje              | 903    |
| 10     | Verenigd Koninkrijk | 701    |
| 11     | Polen               | 588    |
| 12     | Canada              | 550    |
| 13     | Slowakije           | 508    |
| 14     | Japan               | 390    |
| 15     | Luxemburg           | 364    |
| 16     | Denemarken          | 276    |
| 17     | Zweden              | 265    |
| 18     | Hongarije           | 261    |
| 19     | Portugal            | 260    |
| 20     | Oostenrijk          | 210    |

| Plaats | Land                | Punten |
| ------ | ------------------- | ------ |
| 1      | België              | 1.953  |
| 2      | Nederland           | 1.541  |
| 3      | Verenigde Staten    | 730    |
| 4      | Frankrijk           | 666    |
| 5      | Tsjechië            | 594    |
| 6      | Spanje              | 322    |
| 7      | Duitsland           | 284    |
| 8      | Canada              | 265    |
| 9      | Verenigd Koninkrijk | 263    |
| 10     | Denemarken          | 263    |
| 11     | Zwitserland         | 244    |
| 12     | Italië              | 228    |
| 13     | Polen               | 207    |
| 14     | Hongarije           | 200    |
| 15     | Portugal            | 200    |
| 16     | Luxemburg           | 103    |
| 17     | Japan               | 94     |
| 18     | Slowakije           | 66     |
| 19     | Servië              | 60     |
| 20     | Kroatië             | 60     |

#### Vrouwen
| Plaats | Renster                  | Punten |
| ------ | ------------------------ | ------ |
| 1      | Katherine Compton        | 2.420  |
| 2      | Helen Wyman              | 1.814  |
| 3      | Sanne van Paassen        | 1.730  |
| 4      | Marianne Vos             | 1.565  |
| 5      | Sanne Cant               | 1.503  |
| 6      | Nikki Harris             | 1.476  |
| 7      | Kateřina Nash            | 1.290  |
| 8      | Jasmin Achermann         | 1.244  |
| 9      | Lucie Chainel-Lefèvre    | 1.231  |
| 10     | Ellen Van Loy            | 1.072  |
| 11     | Pavla Havlíková          | 946    |
| 12     | Christel Ferrier-Bruneau | 921    |
| 13     | Gabriella Durrin         | 879    |
| 14     | Sabrina Stultiens        | 840    |
| 15     | Eva Lechner              | 748    |
| 16     | Amy Dombroski            | 729    |
| 17     | Julie Krasniak           | 585    |
| 18     | Kaitlin Keough           | 583    |
| 19     | Georgia Gould            | 518    |
| 20     | Joyce Vanderbeken        | 515    |

| Plaats | Land                | Punten |
| ------ | ------------------- | ------ |
| 1      | Verenigd Koninkrijk | 4.169  |
| 2      | Nederland           | 4.135  |
| 3      | Verenigde Staten    | 3.732  |
| 4      | België              | 3.090  |
| 5      | Frankrijk           | 2.737  |
| 6      | Tsjechië            | 2.566  |
| 7      | Zwitserland         | 1.669  |
| 8      | Italië              | 1.379  |
| 9      | Duitsland           | 864    |
| 10     | Canada              | 670    |
| 11     | Japan               | 524    |
| 12     | Denemarken          | 509    |
| 13     | Zweden              | 378    |
| 14     | Slowakije           | 354    |
| 15     | Luxemburg           | 262    |
| 16     | Oostenrijk          | 258    |
| 17     | Portugal            | 202    |
| 18     | Servië              | 202    |
| 19     | Spanje              | 202    |
| 20     | Kroatië             | 200    |
| 20     | Polen               | 200    |

Ranking per het einde van het seizoen.

## Kalender
De wereldbeker wordt weergegeven in vetgedrukte tekst, de belangrijkste regelmatigheidscriteriums in cursief gedrukte tekst.
Voor de wedstrijdcategorieën, zie UCI-wedstrijdcategorieën.

### September
| Datum | Cross                                                                  | Cat. | Winnaar mannen    | Winnaar vrouwen           |
| ----- | ---------------------------------------------------------------------- | ---- | ----------------- | ------------------------- |
| 8     | Rohrbach's Ellison Park Cyclocross #1, Rochester                       | C2   | Nicolas Bazin     | Helen Wyman               |
| 9     | Rohrbach's Ellison Park Cyclocross #2, Rochester                       | C2   | Nicolas Bazin     | Helen Wyman               |
| 15    | Nittany Lion Cross #1, Breinigsville                                   | C2   | Jeremy Powers     | Helen Wyman               |
| 15    | New England Cyclo-Cross Series #1 - Catamount Grand Prix #1, Williston | C2   | Nicolas Bazin     | Crystal Anthony           |
| 16    | Supercross Baden, Baden                                                | C1   | Francis Mourey    | Marlène Morel-Petitgirard |
| 16    | Nittany Lion Cross #2, Breinigsville                                   | C2   | Jared Nieters     | Christel Ferrier-Bruneau  |
| 16    | New England Cyclo-Cross Series #2 - Catamount Grand Prix #2, Williston | C2   | Jamey Driscoll    | Crystal Anthony           |
| 19    | Cross After Dark Series #1 - CrossVegas, Las Vegas                     | C1   | Jeremy Powers     | Sanne van Paassen         |
| 22    | USGP of Cyclocross #1 - Planet Bike Cup #1, Sun Prairie                | C1   | Jeremy Powers     | Katherine Compton         |
| 22    | Cross Lostice (TOI TOI Cup), Loštice                                   | C2   | Radomír Šimůnek   |                           |
| 22    | Charm City Cross #1, Baltimore                                         | C2   | Nicolas Bazin     | Helen Wyman               |
| 23    | Charm City Cross #2, Baltimore                                         | C2   | Nicolas Bazin     | Helen Wyman               |
| 23    | USGP of Cyclocross #2 - Planet Bike Cup #2, Sun Prairie                | C2   | Lukas Flückiger   | Katherine Compton         |
| 26    | Cross After Dark Series #2 - Gateway Cross Cup, Saint-Louis            | C2   | Ben Berden        | Katherine Compton         |
| 28    | Cross Unicov (TOI TOI Cup), Uničov                                     | C2   | Martin Bína       |                           |
| 29    | NEPCX #1 - Gran Prix of Gloucester #1, Gloucester                      | C1   | Jeremy Powers     | Helen Wyman               |
| 29    | International Cyclocross Marikovská Dolina, Udiča-Prosné               | C2   | Martin Bína       |                           |
| 29    | Grote Prijs Neerpelt (Soudal Classics), Neerpelt                       | C2   | Sven Nys          | Sanne Cant                |
| 30    | Vlaamse Industrieprijs Bosduin, Kalmthout                              | C1   | Sven Nys          | Nikki Harris              |
| 30    | Radcross Illnau, Illnau                                                | C2   | Julien Taramarcaz | Christel Ferrier-Bruneau  |
| 30    | International Cyclocross Finančné centrum, Udiča-Prosné                | C2   | Martin Bína       |                           |
| 30    | NEPCX #2 - Gran Prix of Gloucester #2, Gloucester                      | C2   | Ryan Trebon       | Helen Wyman               |

### Oktober
| Datum | Cross                                                                       | Cat. | Winnaar mannen   | Winnaar vrouwen       |
| ----- | --------------------------------------------------------------------------- | ---- | ---------------- | --------------------- |
| 6     | NEPCX #3 - Providence Cyclo-cross Festival #1, Providence                   | C1   | Jeremy Powers    | Helen Wyman           |
| 6     | Cross Mlade Boleslav (TOI TOI Cup), Mladá Boleslav                          | C2   | Martin Bína      |                       |
| 7     | Cyclocross Ruddervoorde (Superprestige), Ruddervoorde                       | C1   | Sven Nys         | Nikki Harris          |
| 7     | NEPCX #4 - Providence Cyclo-cross Festival #2, Providence                   | C2   | Zach McDonald    | Helen Wyman           |
| 7     | Cyclo-cross International Podbrezová, Podbrezová                            | C2   | Michael Boroš    |                       |
| 7     | Cyclo-cross International d'Aigle, Aigle                                    | C2   | Francis Mourey   |                       |
| 13    | USGP of Cyclocross #3 - New Belgium Cup #1, Fort Collins                    | C1   | Jeremy Powers    | Katherine Compton     |
| 13    | Cross Hlinsko (TOI TOI Cup), Hlinsko                                        | C2   | Martin Bína      |                       |
| 14    | Cross Abergavenny (National Trophy), Abergavenny                            | C2   | Ian Field        |                       |
| 14    | GP Mario De Clercq (Bpost bank trofee), Ronse                               | C2   | Niels Albert     |                       |
| 14    | Cross Saverne (Coupe de France), Saverne                                    | C2   | Francis Mourey   | Lucie Chainel-Lefèvre |
| 14    | USGP of Cyclocross #4 - New Belgium Cup #2, Fort Collins                    | C2   | Jeremy Powers    | Katherine Compton     |
| 18    | Kermiscross, Ardooie                                                        | C2   | Klaas Vantornout |                       |
| 20    | New England Cyclo-Cross Series #3 - Downeast Cyclo-cross #1, New Gloucester | C2   | Justin Lindine   | Crystal Anthony       |
| 20    | Spooky Cross Weekend #1, Fairplex Park, Pomona                              | C2   | Mike Sherer      | Teal Stetson-Lee      |
| 21    | GP de la Commune de Contern, Contern                                        | C2   | Jim Aernouts     |                       |
| 21    | New England Cyclo-Cross Series #4 - Downeast Cyclo-cross #2, New Gloucester | C2   | Adam Craig       | Crystal Anthony       |
| 21    | Spooky Cross Weekend #2, Fairplex Park, Pomona                              | C2   | Mark McConnell   | Elle Anderson         |
| 21    | Cyclocross Tabor (Wereldbeker), Tabor                                       | CDM  | Kevin Pauwels    | Sanne van Paassen     |
| 23    | Nacht van Woerden, Woerden                                                  | C2   | Bart Aernouts    | Sanne van Paassen     |
| 27    | Colorado Cross Classic, Boulder                                             | C2   | Ben Berden       | Georgia Gould         |
| 28    | Victory Circle Graphix Boulder Cup, Boulder                                 | C2   | Ryan Trebon      | Georgia Gould         |
| 28    | HPCX, Jamesburg                                                             | C2   | Adam Craig       | Arley Kemmerer        |
| 28    | XX Cyclo-cross de Karrantza, Karrantza                                      | C2   | Aitor Hernández  |                       |
| 28    | Cyclocross Pilsen (Wereldbeker), Pilsen                                     | CDM  | Niels Albert     | Katherine Compton     |

### November
| Datum | Cross                                                                       | Cat.  | Winnaar mannen   | Winnaar vrouwen          |
| ----- | --------------------------------------------------------------------------- | ----- | ---------------- | ------------------------ |
| 1     | Koppenbergcross (Bpost bank trofee), Oudenaarde                             | C1    | Sven Nys         | Helen Wyman              |
| 1     | Cyclo-cross international de Marle, Marle                                   | C2    | Francis Mourey   |                          |
| 2     | Cincy3 Darkhorse Cyclo-Stampede, Covington                                  | C2    | Ryan Trebon      | Katherine Compton        |
| 3     | NEPCX #5 - The Cycle-Smart International #1, Northampton                    | C2    | Jeremy Powers    | Mary McConneloug         |
| 3     | Cross After Dark Series #3 - Cincy 3 - Lionhearts International, Middletown | C2    | Ryan Trebon      | Katherine Compton        |
| 3     | GP Région Wallonne, Dottignies                                              | C2    | Niels Albert     |                          |
| 3     | Europese kampioenschappen, Ipswich                                          | CC    |                  | Helen Wyman              |
| 4     | Cyclocross Zonhoven (Superprestige), Zonhoven                               | C1    | Sven Nys         | Sanne Cant               |
| 4     | Harbin Park International, Cincinnati                                       | C1    | Jamey Driscoll   | Katherine Compton        |
| 4     | Int. Radquerfeldein Lambach/Stadl-Paura, Stadl-Paura                        | C2    | Tomáš Paprstka   |                          |
| 4     | NEPCX #6 - The Cycle-Smart International #2, Northampton                    | C2    | Jeremy Powers    | Crystal Anthony          |
| 4     | Int. Radquer Hittnau, Hittnau                                               | C2    | Enrico Franzoi   |                          |
| 4     | Cross Ipswich (National Trophy), Ipswich                                    | C2    | Kevin Eeckhout   |                          |
| 10    | USGP of Cyclocross #5 - Derby City Cup #1, Louisville                       | C1    | Jeremy Powers    | Katherine Compton        |
| 10    | Cross Kolin (TOI TOI Cup), Kolín                                            | C2    | Martin Bína      |                          |
| 10    | Jaarmarktcross Niel (Soudal Classics), Niel                                 | C2    | Niels Albert     | Nikki Harris             |
| 11    | Bollekescross (Superprestige), Hamme                                        | C1    | Sven Nys         | Sanne van Paassen        |
| 11    | Entega City Cross Cup, Lorsch                                               | C2    | Vojtech Nipl     | Hanka Kupfernagel        |
| 11    | Internationales Radquer Frenkendorf, Frenkendorf                            | C2    | Francis Mourey   | Jasmin Achermann         |
| 11    | USGP of Cyclocross #6 - Derby City Cup #2, Louisville                       | C2    | Jeremy Powers    | Katherine Compton        |
| 16    | Jingle Cross Rock #1, Iowa City                                             | C2    | Jamey Driscoll   | Helen Wyman              |
| 17    | Cross Holé Vrchy (TOI TOI Cup), Holé Vrchy                                  | C2    | Martin Bína      |                          |
| 17    | GP van Hasselt (Bpost bank trofee), Hasselt                                 | C2    | Sven Nys         |                          |
| 17    | Jingle Cross Rock #2, Iowa City                                             | C2    | Timothy Johnson  | Helen Wyman              |
| 18    | Cyclocross Asper-Gavere (Superprestige), Gavere                             | C1    | Sven Nys         | Nikki Harris             |
| 18    | Jingle Cross Rock #3, Iowa City                                             | C1    | Timothy Johnson  | Helen Wyman              |
| 18    | Shinshu Cyclocross Nobeyama Kogen Round, Nagano                             | C2    | Yu Takenouchi    | Ayako Toyooka            |
| 18    | Cross Southampton (National Trophy), Southampton                            | C2    | Kevin Eeckhout   |                          |
| 18    | Cross Besançon (Coupe de France), Besançon                                  | C2    | Francis Mourey   | Christel Ferrier-Bruneau |
| 18    | Flückiger Cross Madiswil, Madiswil                                          | C2    | Marcel Wildhaber | Jasmin Achermann         |
| 18    | BC Grand Prix of Cyclo-cross, Steveston                                     | C2    | Geoff Kabush     | Mical Dyck               |
| 24    | New England Cyclo-Cross Series #5 - Baystate Cyclo-Cross #1, Sterling       | C2    | Jeremy Durrin    | Crystal Anthony          |
| 24    | Duinencross (Wereldbeker), Koksijde                                         | CDM ] | Sven Nys         | Katherine Compton        |
| 25    | Cyclocross Gieten (Superprestige), Gieten                                   | C1    | Klaas Vantornout | Helen Wyman              |
| 25    | Kansai Cyclo-cross Yasu Round, Yasu City                                    | C2    | Yu Takenouchi    | Ayako Toyooka            |
| 25    | New England Cyclo-Cross Series #6 - Baystate Cyclo-Cross #2, Sterling       | C2    | Jeremy Powers    | Elle Anderson            |

### December
| Datum | Cross                                                     | Cat. | Winnaar mannen   | Winnaar vrouwen        |
| ----- | --------------------------------------------------------- | ---- | ---------------- | ---------------------- |
| 1     | NEPCX #7 - NBX Gran Prix of Cross #1, Warwick             | C2   | Shawn Milne      | Laura Van Gilder       |
| 1     | Cross After Dark Series #4 - CXLA Weekend #1, Los Angeles | C2   | Jamey Driscoll   | Kateřina Nash          |
| 2     | Cross South Shields (National Trophy), South Shields      | C2   | Floris De Tier   |                        |
| 2     | Tage des Querfeldeinsports, Ternitz                       | C2   | Elia Silvestri   |                        |
| 2     | Bryksy Cross, Gościęcin                                   | C2   | Marek Konwa      |                        |
| 2     | CXLA Weekend #2, Los Angeles                              | C2   | Timothy Johnson  | Kateřina Nash          |
| 2     | NEPCX #8 - NBX Gran Prix of Cross #2, Warwick             | C2   | Shawn Milne      | Laura Van Gilder       |
| 2     | Grand Prix Lille Métropole (Wereldbeker), Roubaix         | CDM  | Sven Nys         | Katherine Compton      |
| 6     | Asteasuko XIV Ziklo-Krossa, Asteasu                       | C2   | Egoitz Murgoitio |                        |
| 8     | USGP of Cyclocross #7 - Deschutes Cup #1, Bend            | C1   | Ryan Trebon      | Kateřina Nash          |
| 8     | Scheldecross (Soudal Classics), Antwerpen                 | C1   | Kevin Pauwels    | Katherine Compton      |
| 8     | Whitmore's Landscaping Super Cross Cup #1, East Meadow    | C2   | Dan Timmerman    | Laura Van Gilder       |
| 8     | Cross Louny (TOI TOI Cup), Louny                          | C2   | Tomáš Paprstka   |                        |
| 8     | Cyclocross del Ponte, Oderzo                              | C2   | Enrico Franzoi   | Jasmin Achermann       |
| 9     | Druivencross, Overijse                                    | C1   | Sven Nys         | Katherine Compton      |
| 9     | Cross Ponchateau (Coupe de France), Pontchâteau           | C2   | Francis Mourey   | Pauline Ferrand-Prévot |
| 9     | XXXVI Ziklo Kross Igorre, Igorre                          | C2   | Aitor Hernández  |                        |
| 9     | 38. Frankfurter Rad-Cross, Frankfurt am Main              | C2   | Simon Zahner     | Hanka Kupfernagel      |
| 9     | Whitmore's Landscaping Super Cross Cup #2, East Meadow    | C2   | Kerry Werner     | Laura Van Gilder       |
| 9     | USGP of Cyclocross #8 - Deschutes Cup #2, Bend            | C2   | Timothy Johnson  | Kateřina Nash          |
| 15    | North Carolina Grand Prix #1, Hendersonville              | C2   | Brian Matter     | Amanda Carey           |
| 16    | Cyclocross Leuven (Soudal Classics), Leuven               | C1   | Niels Albert     | Sanne Cant             |
| 16    | North Carolina Grand Prix #2, Hendersonville              | C2   | Kerry Werner     | Amanda Carey           |
| 16    | Cyclo-cross International Ciudad de Valence, Valencia     | C2   | Aitor Hernández  |                        |
| 16    | Cross Shrewsbury (National Trophy), Shrewsbury            | C2   | Joeri Hofman     |                        |
| 19    | Grote Prijs De Ster Sint-Niklaas                          | C2   | Sven Nys         |                        |
| 22    | GP Rouwmoer (Bpost bank trofee), Essen                    | C1   | Jan Denuwelaere  | Sanne Cant             |
| 23    | Citadelcross (Wereldbeker), Namur                         | CDM  | Kevin Pauwels    | Katherine Compton      |
| 26    | Internationales Radquer Dagmersellen, Dagmersellen        | C2   | Francis Mourey   | Katrin Leumann         |
| 26    | Grand-Prix GEBA, Differdange                              | C2   | Christian Helmig |                        |
| 26    | GP Eric De Vlaeminck (Wereldbeker), Heusden-Zolder        | CDM  | Sven Nys         | Marianne Vos           |
| 28    | Azencross (Bpost bank trofee), Loenhout                   | C1   | Niels Albert     | Sanne Cant             |
| 29    | Silvestercyclocross, Bredene                              | C2   | Sven Nys         |                        |
| 30    | Cyclocross Diegem (Superprestige), Diegem                 | C1   | Niels Albert     | Kateřina Nash          |
| 30    | GP 5 Sterne Region, Beromünster                           | C2   | Francis Mourey   | Jasmin Achermann       |

### Januari
| Datum | Cross                                                         | Cat. | Winnaar mannen        | Winnaar vrouwen |
| ----- | ------------------------------------------------------------- | ---- | --------------------- | --------------- |
| 1     | GP Sven Nys (Bpost bank trofee), Baal                         | C1   | Kevin Pauwels         | Kateřina Nash   |
| 1     | GP Hotel Threeland, Pétange                                   | C2   | Nicolas Bazin         | Marianne Vos    |
| 2     | Cyclo Cross Bussnang, Beromünster                             | C2   | Francis Mourey        | Katrin Leumann  |
| 3     | Centrumcross, Surhuisterveen                                  | C2   | Rob Peeters           | Marianne Vos    |
| 5     | Chicago Cyclocross Cup New Year's Resolution #1, Bloomingdale | C2   | Jeremy Powers         | Elle Anderson   |
| 6     | Cross Derby (National Trophy), Derby                          | C2   | Joeri Hofman          |                 |
| 6     | Memorial Romano Scotti (Wereldbeker), Rome                    | CDM  | Kevin Pauwels         | Marianne Vos    |
| 6     | Chicago Cyclocross Cup New Year's Resolution #2, Bloomingdale | C2   | Jamey Driscoll        | Arley Kemmerer  |
| 14    | Weversmisdagcross, Otegem                                     | C2   | Klaas Vantornout      | Marianne Vos    |
| 19    | Kasteelcross, Zonnebeke                                       | C2   | Tom Meeusen           |                 |
| 19    | Internationale Cyclo-Cross Rucphen, Rucphen                   | C2   | Lars van der Haar     | Marianne Vos    |
| 20    | Grand Prix Möbel Alvisse, Leudelange                          | C2   | Petr Dlask            |                 |
| 20    | GP Adrie van der Poel (Wereldbeker), Hoogerheide              | CDM  | Martin Bína           | Marianne Vos    |
| 26    | Cincinnati Kings International, Cincinnati                    | C2   | Niels Albert          | Kateřina Nash   |
| 27    | Cyclo-cross International du Mingant, Lanarvily               | C2   | Arnold Jeannesson     |                 |
| 27    | 35° Gran Premio Mamma E Papa Guerciotti AM, Milaan            | C2   | Marco Aurelio Fontana | Eva Lechner     |

### Februari
| Datum | Cross                                                        | Cat. | Winnaar mannen   | Winnaar vrouwen   |
| ----- | ------------------------------------------------------------ | ---- | ---------------- | ----------------- |
| 2     | Wereldkampioenschappen, Louisville                           | CM   | Sven Nys         | Marianne Vos      |
| 6     | Parkcross, Maldegem                                          | C2   | Bart Wellens     |                   |
| 9     | Krawatencross (Bpost bank trofee), Lille                     | C1   | Niels Albert     | Marianne Vos      |
| 10    | Vlaamse Aardbeiencross (Superprestige), Hoogstraten          | C1   | Sven Nys         | Sanne Cant        |
| 16    | Noordzeecross (Superprestige), Middelkerke                   | C1   | Klaas Vantornout | Sanne Cant        |
| 17    | Cyclocross Heerlen, Heerlen                                  | C1   | Niels Albert     | Sanne van Paassen |
| 17    | Grote Prijs Stad Eeklo, Eeklo                                | C2   | Sven Nys         |                   |
| 23    | Cauberg Cyclocross, Valkenburg                               | C1   | Martin Bína      | Ellen Van Loy     |
| 24    | Internationale Sluitingsprijs (Bpost bank trofee), Oostmalle | C1   | Niels Albert     | Sanne Cant        |

## Kampioenen
| Land                 | Datum              | Winnaar mannen    | Winnaar vrouwen       |
| -------------------- | ------------------ | ----------------- | --------------------- |
| Wereld ( Louisville) | 2 februari 2013    | Sven Nys          | Marianne Vos          |
| Europa ( Ipswich)    | 3 november 2012    |                   | Helen Wyman           |
|                      |                    |                   |                       |
| Australië            | 10 augustus 2013   | Allan Iacuone     | Lisa Jacobs           |
| België               | 12-13 januari 2013 | Klaas Vantornout  | Sanne Cant            |
| Canada               | 17 november 2012   | Geoff Kabush      | Mical Dyck            |
| Denemarken           | 13 januari 2013    | Kenneth Hansen    | Margriet Kloppenburg  |
| Duitsland            | 12-13 januari 2013 | Philipp Walsleben | Trixi Worrack         |
| Finland              | 14 oktober 2012    | Samuel Pokala     | Maija Rossi           |
| Frankrijk            | 12-13 januari 2013 | Francis Mourey    | Lucie Chainel-Lefèvre |
| Groot-Brittannië     | 13 januari 2013    | Ian Field         | Nikki Harris          |
| Hongarije            | 12 januari 2013    | Szilárd Buruczki  | Anita Orosz           |
| Ierland              | 13 januari 2013    | Roger Aiken       | Francine Meehan       |
| Italië               | 13 januari 2013    | Marco Fontana     | Eva Lechner           |
| Japan                | 9 december 2012    | Yu Takenouchi     | Sakiko Miyauchi       |
| Kroatië              | 13 januari 2013    | Filip Turk        | Antonela Ferenčić     |
| Luxemburg            | 13 januari 2013    | Christian Helmig  | Christine Majerus     |
| Nederland            | 13 januari 2013    | Lars van der Haar | Marianne Vos          |
| Oostenrijk           | 13 januari 2013    | Daniel Geismayr   | Nadja Heigl           |
| Polen                | 13 januari 2013    | Marek Konwa       | Magdalena Pyrgies     |
| Portugal             | 13 januari 2013    | Vitor Santos      | Isabel Caetano        |
| Slowakije            | 16 december 2012   | Martin Haring     | Tereza Medvedová      |
| Spanje               | 13 januari 2013    | Aitor Hernández   | Lucia González Blanco |
| Tsjechië             | 12 januari 2013    | Zdeněk Štybar     | Pavla Havlíková       |
| Verenigde Staten     | 12-13 januari 2013 | Jonathan Page     | Katherine Compton     |
| Zweden               | 3 november 2012    | Magnus Darvell    | Åsa Maria Erlandsson  |
| Zwitserland          | 13 januari 2013    | Julien Taramarcaz | Jasmin Achermann      |

## Statistieken

### Meest overwinningen

#### Mannen elite
| # | Renner           | Team                           | Aantal | CDM/CM | C1 | C2/CN |
| - | ---------------- | ------------------------------ | ------ | ------ | -- | ----- |
| 1 | Sven Nys         | Crelan-Euphony                 | 17     | 4      | 8  | 5     |
| 2 | Jeremy Powers    | Rapha-Focus                    | 13     | -      | 6  | 7     |
| 3 | Niels Albert     | BKCP-Powerplus                 | 11     | 1      | 6  | 4     |
| 4 | Francis Mourey   | FDJ                            | 11     | -      | 1  | 10    |
| 5 | Martin Bína      | ČEZ Cyklo Team Tábor           | 9      | 1      | 1  | 7     |
| 6 | Nicolas Bazin    | Auber 93                       | 6      | -      | -  | 6     |
| 7 | Kevin Pauwels    | Sunweb-Napoleon Games          | 5      | 3      | 2  | -     |
| 8 | Klaas Vantornout | Sunweb-Napoleon Games          | 5      | -      | 2  | 3     |
| 9 | James Driscoll   | Cannondale-Cyclocrossworld.com | 5      | -      | 1  | 4     |
| 9 | Ryan Trebon      | Cannondale-Cyclocrossworld.com | 5      | -      | 1  | 4     |

### Landen
|   | Landen           | Aantal | CDM/CM | C1 | C2 | CDM/CM/CC (U23) | CU (U23) |
| - | ---------------- | ------ | ------ | -- | -- | --------------- | -------- |
| 1 | België           | 65     | 8      | 19 | 23 | 4               | 11       |
| 2 | Verenigde Staten | 40     | -      | 9  | 31 | -               | -        |
| 3 | Frankrijk        | 21     | -      | 1  | 16 | 1               | 3        |
| 4 | Tsjechië         | 15     | 1      | 1  | 13 | -               | -        |
| 5 | Nederland        | 10     | -      | -  | 1  | 3               | 6        |
| 6 | Spanje           | 5      | -      | -  | 5  | -               | -        |
| 7 | Italië           | 4      | -      | -  | 4  | -               | -        |
| 7 | Zwitserland      | 4      | -      | -  | 4  | -               | -        |
| 9 | Japan            | 2      | -      | -  | 2  | -               | -        |
| 9 | Canada           | 2      | -      | -  | 2  | -               | -        |

### Teams
|    | Team                           | Aantal | CDM/CM | C1 | C2/NC | CDM/CM/CC (U23) | CU/NC (U23) |
| -- | ------------------------------ | ------ | ------ | -- | ----- | --------------- | ----------- |
| 1  | BKCP-Powerplus                 | 22     | 1      | 6  | 6     | -               | 9           |
| 2  | Crelan-Euphony                 | 19     | 3      | 8  | 7     | -               | 1           |
| 3  | Cannondale-Cyclocrossworld.com | 16     | -      | 3  | 13    | -               | -           |
| 4  | Rapha-Focus                    | 14     | -      | 6  | 8     | -               | -           |
| 5  | Sunweb-Napoleon Games          | 12     | 3      | 4  | 4     | -               | 1           |
| 6  | FDJ                            | 12     | -      | 1  | 11    | -               | -           |
| 7  | ČEZ Cyklo Team Tábor           | 10     | 1      | 1  | 8     | -               | -           |
| 8  | Auber 93                       | 6      | -      | -  | 6     | -               | -           |
| 9  | Rabobank-Giant Off-Road Team   | 6      | -      | -  | 4     | -               | 2           |
| 10 | Telenet-Fidea                  | 6      | -      | -  | 3     | -               | 3           |

1982-1983 · 
1983-1984 · 
1984-1985 · 
1985-1986 · 
1986-1987 · 
1987-1988 · 
1988-1989 · 
1989-1990 · 
1990-1991 · 
1991-1992 · 
1992-1993 · 
1993-1994 · 
1994-1995 · 
1995-1996 · 
1996-1997 · 
1997-1998 · 
1998-1999 · 
1999-2000 · 
2000-2001 · 
2001-2002 · 
2002-2003 · 
2003-2004 · 
2004-2005 · 
2005-2006 · 
2006-2007 · 
2007-2008 · 
2008-2009 · 
2009-2010 · 
2010-2011 · 
2011-2012 · 
2012-2013 · 
2013-2014 · 
2014-2015 · 
2015-2016 · 
2016-2017 · 
2017-2018 · 
2018-2019 · 
2019-2020 · 
2020-2021 · 
2021-2022 · 
2022-2023 ·
2023-2024 ·
2024-2025
Kampioenschappen:  Wereldkampioenschappen · 
 Europese kampioenschappen · 
 Belgische kampioenschappen · 
 Nederlandse kampioenschappen
Klassementen:  Wereldbeker · 
 Superprestige · 
 Bpost bank trofee ·
 TOI TOI Cup ·
 Challenge national
Overig:  Soudal Classics